# DLA Inc.
DLA Inc. es una empresa estadounidense que desarrolla aplicaciones a base de software enfocado a solucionar necesidades para las empresas de oficina y de negocios, así como también desarrolla contenido mediático para América Latina y en el Caribe enfocándose a la innovación para ofrecer sus aplicaciones a base de productos y de servicios. La empresa fue adquirida por la corporación de telecomunicaciones América Móvil.

## Historia
DLA inició sus operaciones en Miami, Florida, Estados Unidos fundada por la empresa Claxson Interactive Group en el año 2010 con el propósito de solucionar problemas de televisión, internet, teléfonos celulares y distribución digital en América Latina, Península ibérica, el Caribe y en los Estados Unidos ofreciendo servicios de televisión digital, música digital, canales de multímedia y contenido interactivo. El 17 de octubre de 2011, la corporación mexicana América Móvil adquirió el 100% de las acciones de DLA por parte de Claxson Interactive por un monto de 50 millones de dólares. El objetivo de la adquisición fue fortalecer la oferta de contenido en la región con canales para adultos, así como en medios digitales, además de desarrollar nuevas aplicaciones para la corporación mexicana. 

## Aplicaciones Desarrolladas
- Claro Video: Es una plataforma de streaming y de alquiler para ver películas y series desde las clásicas hasta las más recientes, fue iniciado en el año 2013.[4]

- Telmex: DLA desarrollo una aplicación de Telmex para dispositivos portátiles con el fin de realizar pagos digitales, únicamente está disponible para los usuarios quienes tienen contratado el servicio de Telmex.

- Videoconferencia: Esta aplicación es utilizada para conversar con personas en distintos lugares del mundo, siendo utilizadas principalmente por empresas y compañías para realizar negocios o solucionar problemas interinos.

- Seguridad Internet Telmex: Es una aplicación que ayuda a mejorar el rendimiento del teléfono celular además de evitar que lleguen amenazas desde la navegación de Internet.

- Seguridad Internet Telnor: Tiene la misma función que la aplicación Seguridad Internet Telmex, solo con la diferencia de que funciona para los usuarios de Telnor.

- Claro Música: Es una aplicación para dispositivos portátiles en donde se reproduce música con diferentes tipos de géneros, su servicio funciona a base de streaming o realizando un alquiler.

- Claro Juegos: Es una aplicación para dispositivos móviles, se encuentra únicamente cuando el usuario sea de Claro o de Telcel.

- Claro Drive: Es una aplicación desarrollada para dispositivos portátiles que permite al usuario guardar sus archivos o documentos en la nube.

- Claro Shop: Es una app que permite al usuario navegar y realizar búsquedas de diversos productos permitiendo realizar compras de manera digital.

- Telcel: Es una aplicación que contiene recomendaciones de series, películas y música con ayuda de Claro Video y Claro Música.